# Фесун, Николай Алексеевич
Николай Алексеевич Фесун (1835—1909) — офицер Российского императорского флота, участник обороны Петропавловска, совершил кругосветное плавание на фрегате «Аврора», контр-адмирал, автор статей в журнале «Морской сборник».

## Биография
Николай Алексеевич Фесун родился 7 февраля 1835 года (все даты указаны по юлианскому календарю) в Золотоношском повете Полтавской губернии. Его отец — Фесун Алексей Николаевич был военным моряком, служил офицером на Черноморском флоте, участвовал в русско-турецких войнах. Мать, Анастасия Спиридоновна, урождённая Милонас, происходила из рода греческих архонтов.
8 марта 1848 года Николай Фесун поступил кадетом в Морской корпус. 11 августа 1851 года стал гардемарином, в 1852 году на фрегатах «Константин» и «Церера» крейсировал в Балтийском море. 13 августа 1853 года был произведен в мичманы. В 1853—1854 годах на фрегате «Аврора» под командованием капитан-лейтенанта Ивана Николаевича Изыльметьева совершил кругосветное плавание из Кронштадта на Камчатку. В ходе плавания Фесун вел дневник, который послужил основой для ряда публикаций в журнале «Морской сборник».
Участие в Петропавловской обороне

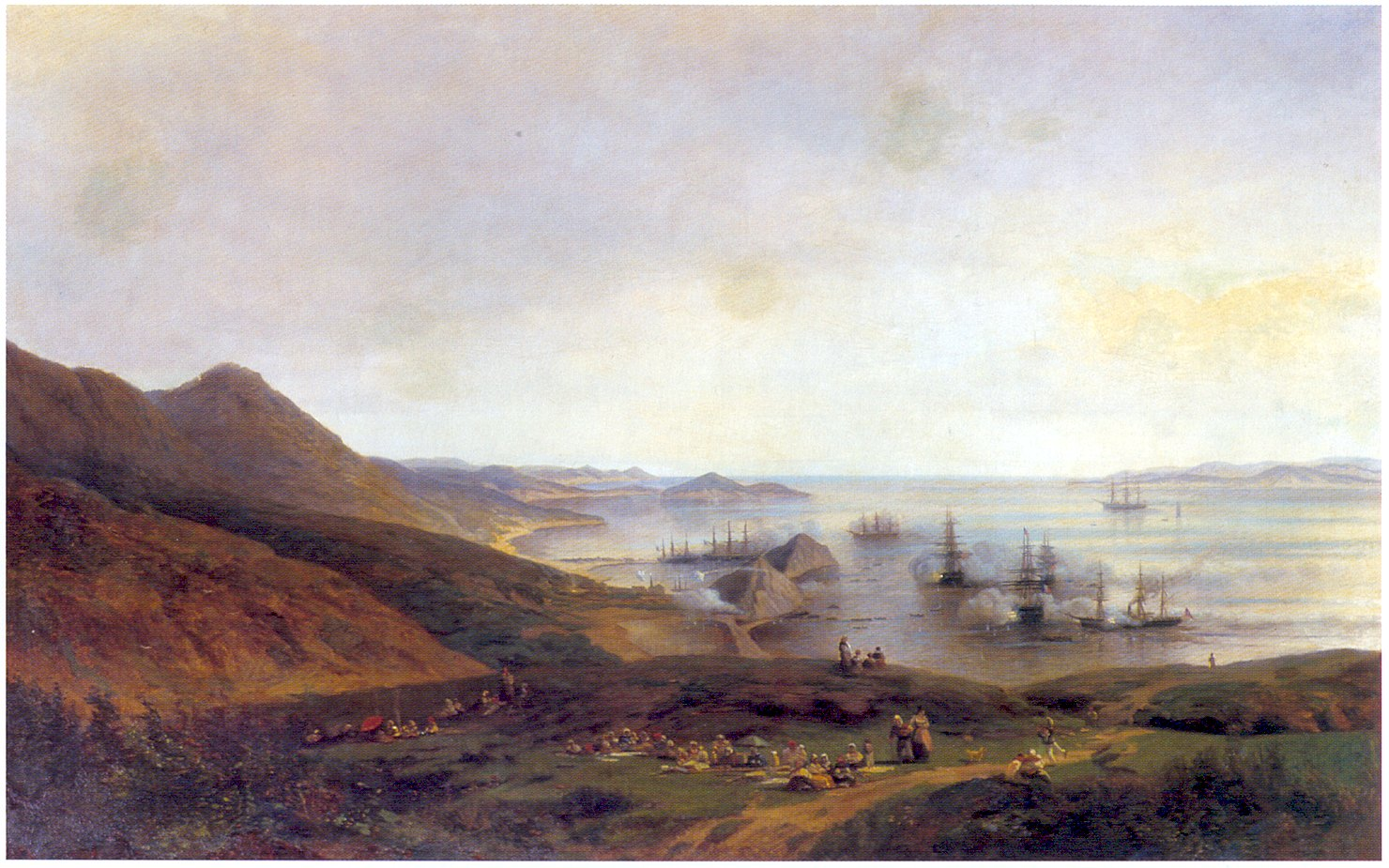
Оборона Петропавловска
(картина кисти А. П. Боголюбова)

В августе 1854 года мичман Фесун, как и другие члены экипажа фрегата «Аврора», принимал участие в обороне Петропавловска от англо-французской эскадры в ходе Восточной войны 1853—1856 годов.
20 августа был назначен командовать стрелковой партией с одним унтер-офицером и 30 матросами. Партия Фесуна была направлена к Красному Яру в помощь стрелкам 1-й стрелковой береговой партии мичмана Д. В. Михайлова для отражения, высадившегося на берег вражеского десанта. Неприятель ретировался, не дожидаясь столкновения, а Фесун получил новый приказ — доставить на катере порох на батарею № 2, которая во второй половине дня единственная на косе продолжала бой, не подпуская вражеские фрегаты к внутренней гавани.
24 августа Фесун был направлен сменить тяжело раненого командира батареи № 3 лейтенанта князя Александра Максутова. На постоянно обстреливаемой неприятелем батареи все орудия были разбиты. Фесун забрал орудийную прислугу и порох с разбитой батареи. В это время англо-французского десант на 22 шлюпках приблизился к батарее № 7 и стал высаживаться на гребне Никольской сопки. С фрегата «Аврора» была послана стрелковая партия, состоящая из одного унтер-офицера, горниста и 30 человек рядовых, командование над которой принял мичман Фесун. Матросы меткими ружейными выстрелами принудил неприятеля к отступлению, и потом штыками опрокинули к гребным судам
В своем рапорте командиру фрегата «Аврора» капитан-лейтенанту Изыльметьеву мичман Фесун писал: «…во всё время боя все составляющие вверенною мне партии соревновались друг перед другом в усердии, ревности и прочем исполнении своего долга. Исстрелявшие патроны добывали себе новые из рук неприятеля, раненые возвращались в дело, при чём некоторые оказали подвиги мужества…»
24 августа 1854 года был произведён за отличие в лейтенанты и награждён орденом Святого Владимира 4 степени с бантом.
После окончания Петропавловской обороны Фесун продолжил службу на фрегате «Аврора». Весной 1855 года, после зимовки в Петропавловске, фрегат в составе флотилии контр-адмирала В. С. Завойко направился к устью Амура. 8 мая в заливе Де-Кастри российские корабли неожиданно встретили разведывательный отряд англо-французской эскадры. Произошло «огневое соприкосновение», после чего фрегат «Аврора» тайным от неприятеля фарватером вошёл в Амурский лиман. Лейтенант Фесун был награжден орденом Святой Анны 3 степени, и в 1856—1857 годах на том же фрегате перешел на Балтику.
В 1858—1859 годах проходил службу на линейно корабле «Ретвизан» в Средиземном море. В декабре 1859 года, во время сильнейшего шторма, в гавани Палермо сорвало с якорей одно австрийское судно и стало разбивать в бурунах на банке. Команду судна спас лейтенант Фесун, который командовал катером, посланным с «Ретвизана». За спасение утопающих был награждён золотою медалью на владимирской ленте «За спасение погибавших» и получил австрийский орден Железной Короны 3 степени.
После возвращения из практического плавания в Средиземное море, лейтенант Фесун в 1861—1862 годах совершил переход на винтовой канонерской лодке «Морж» из Кронштадта через Магелланов пролив в Тихий океан. В 1863 году была опубликована брошюра Н. А. Фесуна «Из записок о кругосветном плавании на лодке „Морж“» и подробное описание Магелланова пролива, составленного им во время перехода.

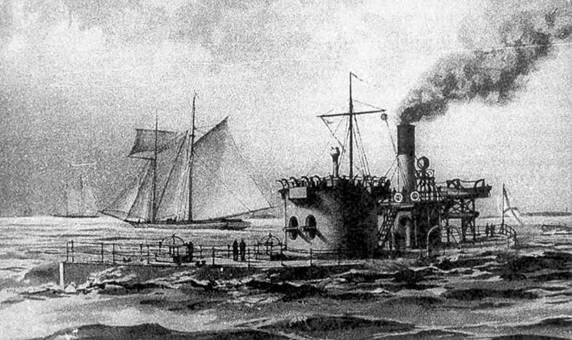
Броненосная лодка «Ураган»)

В 1863 году был награждён орденом Святого Станислава 2 степени и произведён в капитан-лейтенанты с назначением для особых поручений при управлении Морским министерством. В частности, он отвечал за снабжение и вооружение строившихся башенных броненосных лодок. В 1864—1866 годах командовал однобашенной броненосной лодкой «Ураган», плавал между Петербургом и Кронштадтом и в финляндских шхерах. В 1865 году был награждён орденом Святого Станислава 2 степени с императорскою короною. 20 апреля 1869 года пожалован орденом Св. Анны II степени.
10 января 1870 года Фесун был уволен для службы на коммерческих судах в Русском обществе пароходства и торговли, но продолжал продвигаться в званиях по Морскому ведомству: 1 января 1871 года он был произведён в капитаны 2 ранга, в 1875 году — в капитаны 1 ранга. 19 марта 1884 года произведён в контр-адмиралы с увольнением от службы.
Николай Алексеевич Фесун после увольнения со службы проживал вместе с женой в Ницце (Франция), где и умер 13 ноября 1909 года, похоронен на православном Николаевском кладбище (Cimetière Caucade) .

## Семья
Николай Алексеевич Фесун был женат на Прасковьей Васильевне (1842—1916), дочери контр-адмирала В. С. Завойко, брак остался бездетным. После смерти мужа Прасковья Васильевна вернулась в Россию. В 1914 году она числилась среди землевладельцев Балтского уезда Подольской губернии.

## Награды
За время службы контр-адмирал Н. А. Фесун был награждён следующими наградами:
- орден Святого Владимира 4 степени с бантом (24 августа 1854)
- орден Святой Анны 3 степени (1855)
- орден Святого Станислава 2 степени (1863)
- орден Святого Станислава 2 степени с императорскою короною (1865)
- медаль «За спасение погибавших» на Владимирской ленте (1859)
- орден Железной Короны 3 степени (1859, Австрия).

## Публикации
Статьи Н. А. Фесуна неоднократно были опубликованы в журнале «Морской сборник»:
- Фесун Н. А. Каллао и Лима. (Из записок мичмана Фесуна 1-го, служившего на фрегате «Аврора» в 1854 году) // Морской сборник. 1855. Т. XVII. № 7, июль. Отдел учебно-литературный. С. 91-118.
- Фесун Н. А. Из записок офицера, служившего на фрегате "Аврора // Морской сборник. 1861. № 2. С. 278—283;
- Фесун Н. А. Ответ на замечания г. Невельского // Морской сборник, 1861. № 2. С. 164—170
- Фесун Н. А. Замечания французских офицеров о корабле «Ретвизан» // Морской сборник. 1895. № 5. Ч. неофиц. С. 143—170
- Фесун Н. А. Из записок о кругосветном плавании на лодке «Морж»// Приложение к № 4 «Морского сборника», 1863 год, СПб.: Типография Морского министерства, 1863. С. 26.
- Фесун Н. А. Современное значение броненосного флота // Морской сборник. 1864. № 4. Ч. неофиц. С. 263—324